# HDMS Absalon (L16)
HDMS Absalon (L16) — головний в серії з двох багатофункціональних кораблів підтримки ВМС Данії, являє собою поєднання бойового корабля, десантного транспорту, корабля управління і забезпечення. Вув побудована на корабельні Оденсе (Odense Staalskibsværft), названий на честь єпископа Абсалона, одного з перших проповідників християнства в Данії.

## Будівництво
Різання сталі було розпочато 30 квітня 2003 року. Закладено 28 листопада 2003 року. Спущений на воду 25 лютого 2004 року. 19 жовтня 2004 року ввійшов до складу ВМС Данії. 10 січня 2005 року ввійшов до складу 3-й ескадри ВМС Данії, однак в повному обсязі озброєння на ньому було встановлено тільки в 2007 році.

## Особливості будови
Особливістю пристрою корабля є наявність універсальної палуби (Flex Deck) розміром 84 × 10,9 метра, в кормовій частині якої знаходиться рампа для переміщення техніки масою до 60 тонн. Універсальна палуба може використовуватися для: транспортування військової техніки (до 40 автомобілів або до 12 танків); розміщення штабу (на палубі монтуються контейнери з обладнанням і житловими приміщеннями для 70 осіб); десантних операцій (контейнери з житловими приміщеннями на 170 осіб); розміщення плавучого госпіталю (10 операційних і палат інтенсивної терапії, 40 пацієнтів); постановки мін (до 400 мін з мінними рейками).

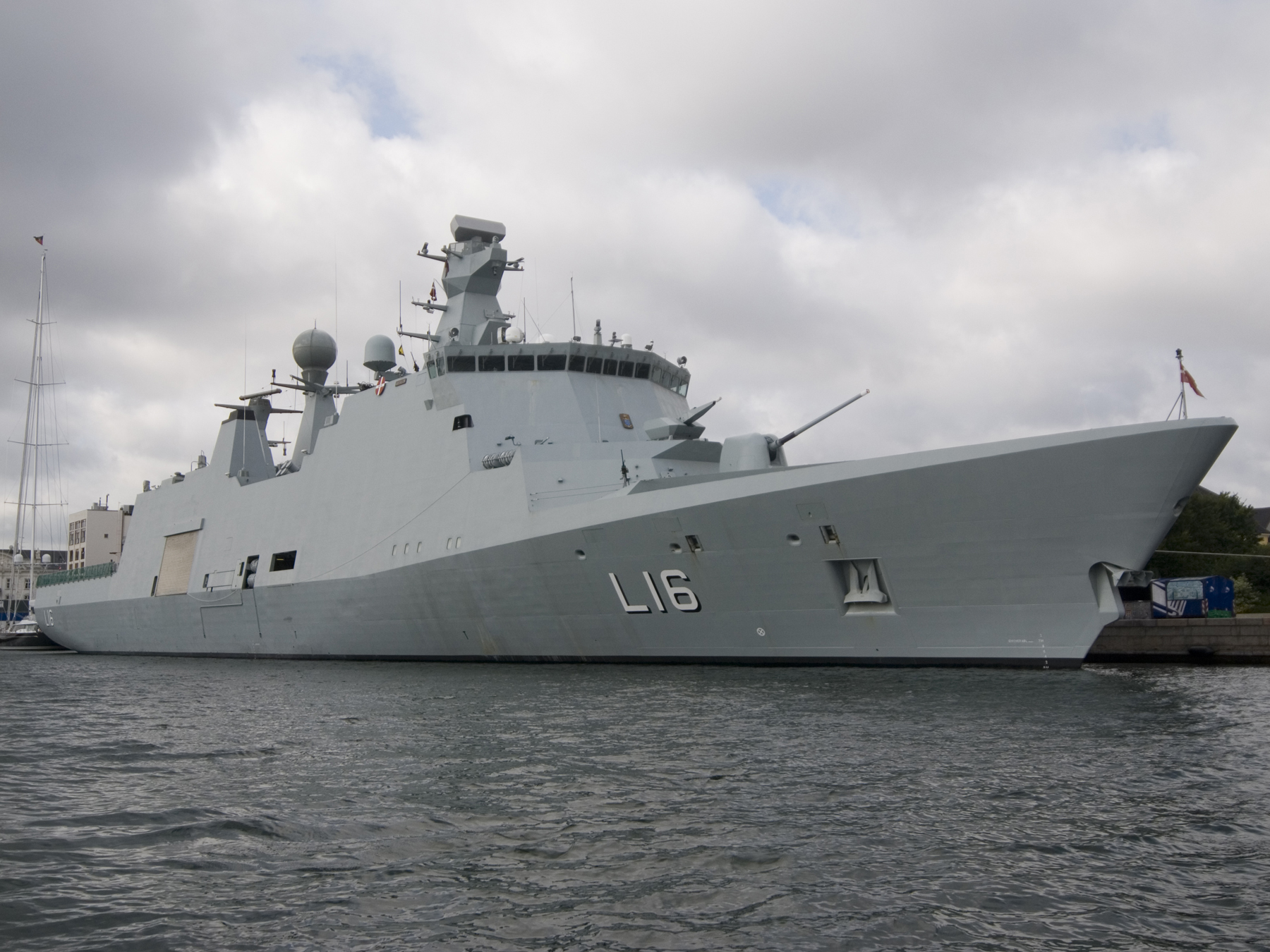
В Копенгагені

## Бойова служба
У 2008 році під егідою ООН взяв участь в антипіратській операції біля узбережжя Сомалі і Східної Африки в складі Task Force 150 (цільової групи 150).
16 березня 2009 року  разом з турецьким фрегатом TCG  Giresun успішно перешкодив піратам захопити в'єтнамське вантажне судно MV Diamond Falcon.
5 лютого 2010 року  допоміг врятувати екіпаж торгового судна Ariella , які були захоплені шістьма озброєними піратами.1 березня 2010 року, потопив сомалійський піратський материнський корабель, який перевозив кілька піратських катерів в Індійському океані.
За повідомленням від 29 вересня 2015 року після завершення візиту в порт Акаба, Йорданія, приєднався до операції по боротьбі з піратством НАТО «Океанський щит» і попрямував до узбережжя Східної Африки. 8 жовтня в Аденській затоці провів спільні навчання з патрульним судном El ARC «7 de Agosto» (PZE-47) Республіки Колумбія. 7 грудня о складі цільової групи SNMG-2 НАТО прибув з візитом в порт Хайфа, Ізраїль.
В квітні 2020 року взяв участь в щорічних міжнародних навчаннях Joint Warrior, які відбувалися біля берегів Великої Британії та під егідою цієї країни. Разом з ним в навчаннях брали участь кораблі 1-ї постійної військово-морської групи НАТО (SNGM1) – норвезький фрегат HNoMS Otto Sverdrup, есмінець ВМФ США USS Donald Cook, британський танкер Tideforce та німецький танкер FGS Rhon. Головною ціллю тренувань було відпрацювати тактику надводних і підводних сил за різних обставин. Для цього до тренувань також залучити підводні човни Великої Британії та Норвегії.